# 콘돌
《콘돌》(Three Days of the Condor)은 미국에서 제작된 시드니 폴락 감독의 1975년 스릴러 영화이다. 로버트 레드퍼드 등이 주연으로 출연하였다. 제임스 그레이디의 1974년 소설 Six Days of the Condor에 기반을 둔다.

## 줄거리
중앙정보국 요원 조 터너는 "콘돌"이라는 코드네임을 지닌 학구적인 분석가로, 뉴욕에 위치한 비밀 중앙정보국 사무실인 미국 문학 역사 학회에서 근무한다. 직원들은 전 세계의 서적, 신문, 잡지를 검토하여 실제 작전과 비교하거나 아이디어를 찾는다. 터너는 판매 부진에도 불구하고 여러 언어로 번역된 이상한 줄거리 요소를 가진 스릴러 소설에 대한 보고서를 중앙정보국 본부에 제출한다.
터너가 직원들의 점심 식사를 사기 위해 뒷문으로 나간 사이, 무장한 남자들이 사무실에 들어와 다른 직원들을 살해한다.
동료들이 죽어 있는 것을 발견한 터너는 총을 들고 건물 밖으로 나온다. 그는 세계 무역 센터에 있는 중앙정보국 뉴욕 본부에 공중전화로 연락하여 안전한 곳으로 데려다줄 부서장 윅스를 만나라는 지시를 받는다. 터너는 부서장을 만난 적이 없기 때문에 윅스가 아는 사람을 데려오라고 주장한다. 윅스는 터너의 대학 친구이자 비현장 중앙정보국 직원인 샘 바버를 데려온다. 만남은 함정이었고 윅스는 터너를 죽이려 하지만, 터너는 그를 부상 입히고 탈출한다. 윅스는 목격자를 제거하기 위해 바버를 죽이고 두 총격 사건 모두 터너의 소행으로 꾸민다. 나중에 윅스는 병실에 침입한 자에게 살해당한다.
터너는 캐시 헤일이라는 여성을 만나 그녀를 아파트로 데려가게 강요한다. 그는 헤일을 인질로 잡고 무슨 일이 벌어지고 있는지 알아내려 한다. 헤일은 서서히 터너를 신뢰하게 되고, 둘은 연인이 된다. 터너는 샘의 아파트를 방문하여 터너의 동료들을 학살하고 병원에서 윅스의 생명 유지 장치를 제거했던 유럽인 주베르를 만난다. 건물 밖에서 주베르는 터너를 쏘려 하지만 터너는 탈출에 성공한다. 그러나 주베르는 캐시 차의 번호판을 추적하여 터너의 은신처를 발견하고 다음 날 아침, 우체부로 위장한 청부업자가 헤일의 아파트에 도착하지만 터너는 그를 제압하고 죽인다.
아무도 믿을 수 없게 된 터너는 중앙정보국 뉴욕 지부 부국장 히긴스와 고양이와 쥐 게임을 벌인다. 헤일의 도움으로 터너는 히긴스를 납치하고, 히긴스는 주베르가 중앙정보국의 임무를 수행한 프리랜서 암살자임을 밝힌다. 풀려나 사무실로 돌아온 히긴스는 터너를 공격했던 "우체부"가 이전 작전에서 주베르와 함께 일했으며 그들의 중앙정보국 담당관이 윅스였다는 것을 알게 된다.
우체부에게서 발견한 호텔 열쇠를 추적한 터너는 주베르의 위치를 알아내고, 전화 회사 트럭에서 훔친 휴대용 전화를 이용해 호텔 교환실에 몰래 들어가 주베르의 전화 통화를 추적하여 중동 담당 중앙정보국 작전 부국장 레너드 앳우드의 이름과 주소를 알아낸다. 워싱턴 D.C. 근처에 있는 앳우드의 저택에서 총을 겨누고 그를 마주한 터너는 중앙정보국 본부에 제출했던 자신의 원래 보고서가 중동 유전을 장악하려는 중앙정보국의 불량 작전을 폭로했다고 말한다. 폭로를 두려워한 앳우드는 은밀히 터너의 부서를 제거하도록 명령했던 것이다.
앳우드가 이를 확인하는 순간 주베르가 들어와 예기치 않게 그를 죽이고 자살로 위장한다. 앳우드의 상사들은 앳우드가 터너를 죽이도록 주베르와 계약했었지만, 이제 곤란한 인물이 될 앳우드를 제거하기 위해 주베르를 고용한 것이다. 주베르는 기민한 터너에게 외국으로 떠나거나 암살자가 될 것을 제안한다. 터너는 이 제안을 거절하지만, 중앙정보국이 그를 또 다른 골칫거리로 제거하려 할 것이며, 아마도 신뢰하는 지인을 통해 그를 함정에 빠뜨릴 것이라는 주베르의 경고에 주의를 기울인다.
뉴욕으로 돌아온 터너는 타임스 스퀘어 근처에서 히긴스와 만난다. 히긴스는 유전 계획을 상부의 승인 없이 중앙정보국 내부에서 계획된 비상 "게임"이라고 설명한다. 그는 프로젝트를 옹호하며, 석유 부족이 심각한 경제 위기를 초래할 때 미국 국민은 편안한 삶을 유지하기 위해 어떤 조치든 받아들일 것이라고 주장한다. 그러자 터너는 뉴욕 타임스에 모든 세부 정보를 제공했다고 밝힌다. 히긴스는 터너가 매우 외로운 사람이 될 것이라고 반박하며 공익신고가 정말로 출판될지 의문을 제기한다. "그들은 인쇄할 겁니다"라고 터너는 단호하게 대답한다. "콘돌"이 걸어갈 때 히긴스는 "어떻게 아는가?"라고 외친다.

## 출연

### 주연
- 로버트 레드퍼드
- 페이 더너웨이

### 조연
- 클리프 로버트슨
- 막스 폰 쉬도브
- 존 하우스먼
- 애디슨 파월
- 월터 맥긴

## 기타
- 원작자: 제임스 그레이디
- 미술: 스티븐 B. 그림스
- 의상: 데오니 V. 올드리지
- 의상: 조셉 G. 얼리시
- 배역: 셜리 리치

## 같이 보기
- 테크노 스릴러